# 극장판 짱구는 못말려: 우리들의 공룡일기
《극장판 짱구는 못말려: 우리들의 공룡일기》(クレヨンしんちゃん オラたちの恐竜日記)은 일본에서 2024년 8월 9일에 개봉된 짱구는 못말려의 애니메이션 영화 시리즈의 제 31부작이다.

## 일본판 성우진
- 노하라 신노스케 역 : 코바야시 유미코
- 노하라 미사에 역 : 나라하시 미키
- 노하라 히로시 역 : 모리카와 토시유키
- 노하라 히마와리 역 : 코로오기 사토미
- 시로 역 : 마시바 마리
- 카자마 토루 역 : 마시바 마리
- 사쿠라다 네네 역 : 하야시 다마오
- 사토 마사오 역 : 이치류사이 테이유우
- 보오 역 : 사토 치에
- 빌리 역 : 키타무라 타쿠미 / 우치다 마아야
- 암모니아 이토[1] 역 : 이토 슌스케[2]
- 츄 역 : 하타나카 유[3]
- 나나 역 : 미즈키 나나
- 안젤라 역 : 토마츠 하루카
- 버블 오드로키 / 버블 어마무시 역 : 야스모토 히로키
- 산 역 : 코바야시 유우
- 요 역 : 카네다 토모코
- 스오토메 아이 역 : 카와스미 아야코
- 요시나가 미도리 역 : 나나오 하루히
- 마츠자카 우메 역 : 토미자와 미치에
- 아게오 마스미 역 : 미츠이시 코토노
- 타카쿠라 분타 역 : 모리타 준페이
- 쿠로이소 역 : 타치키 후미히코
- 류코 역 : 이쿠라 카즈에
- 오긴 역 : 호시노 치즈코
- 마리 역 : 무타 아키코
- 하토가와 요시린 역 : 사카구치 다이스케
- 하토가와 밋치 역 : 오오모토 마키코
- 키타모토 역 : 스즈키 레이코
- 우리마 쿠리요 역 : 츠노다 나루미
- 카자마 미네코 역 : 타마가와 사키코
- 사쿠라다 모에코
- 마사오 엄마
- 욘로

## 한국판 성우진
- 짱구 역 : 박영남
- 짱구 엄마 (봉미선) / 맹구 역 : 강희선
- 짱구 아빠 (신영식) 역 : 김환진
- 짱아 / 철수 역 : 여민정
- 흰둥이 / 유리 역 : 정유미
- 훈이 역 : 정혜옥
- 한수지 / 채성아 / 민희 / 철수 엄마 역 : 이용신
- 나미리 역 : 한채언
- 차은주 / 빌리의 엄마 역 : 윤여진
- 권지옹 역 : 현경수
- 흑곰 역 : 김기흥
- 버블 어마무시 역 : 시영준
- 빌리 역 : 김윤기 / 이새벽
- 안젤라 역 : 박이서
- 김용숙 / 삼엽충 부대 역 : 정혜원
- 이은혜 역 : 박리나
- 최마리 / 나나 역 : 김율
- 정훈 / 삼엽충 부대 역 : 홍범기
- 남춘애 / 삼엽충 부대 역 : 김현심
- 사주라 역 : 이새벽
- 암모나 이토 역 : 김광국
- 정혜선
- 훈이 엄마
- 오수

## 참고 사항
- 모티브는 제목과 시놉시스에서 알 수 있듯 쥬라기 공원 시리즈다.
- 애니메이션 본편의 연출을 담당한 사사키 시노부의 애니메이션 영화 감독 데뷔작이며, 극장판 시리즈에서도 21기와 30기의 연출을 맡은 바가 있지만 감독은 이번 작이 처음이다.
- 상당한 명작을 여러 번 만들어 시리즈 팬들에게 큰 지지를 받은 감독 '타카하시 와타루'가 29기 이후로 계속 소식이 아예 없어서 은퇴나 퇴사한 것이 아니냐는 우려의 목소리가 컸으나, 다행히 이번 극장판 크레딧에서 굉장히 오랜만에 이름을 올렸다.
- 티저 포스터를 보면 신짱이 아기 공룡과 교류를 나누는 이야기를 다루는 것으로 보이는데, 학습만화판인 짱구네 공부방[4] - 공룡백과 편에서도 이와 비슷한 내용이 나온 바가 있다. 여기서는 히로시와 공룡박물관에 갔다가 공룡들을 가지고 vs놀이를 하려는 미래인과 휘말려 과거로 떨어진 후 자신을 아빠처럼 따르는 아기공룡에게 '케라'[5]라고 이름을 붙였다.
- 떡잎마을의 일상을 무대로 하는데도 짱구가 빨간 상의에 노란 하의뿐만 아니라 원작 만화의 컬러링에다 여름방학다운 다양한 사복[6]을 입고 등장하는 것이 특징이라면 특징.